# 基思·韦斯特
基思·韦斯特（英語：Keith Albert Wester，1940年2月21日—2002年11月1日）为一位美国音讯工程师。他曾6次提名奥斯卡最佳音响效果奖。自1996年至2002年间他参与了近60部电影的制作。

## 精选影视作品
- 黑雨 (1989)[1]
- 未来水世界 (1995)[2]
- 勇闯夺命岛 (1996)[3]
- 空军一号 (1997)[4]
- 世界末日 (1998)[5]
- (2000)[6]